# 褐色聖天竺鯛
褐色聖天竺鯛（学名：Nectamia fusca），又稱雲紋天竺鯛，俗名大面側仔，為輻鰭魚綱鈎頭魚目天竺鯛科的其中一個種。

## 分布
本魚分布於印度西太平洋區，包括東非、紅海、馬達加斯加、沙烏地阿拉伯、馬爾地夫、可可群島、斯里蘭卡、印度、中國、台灣、日本、印尼、菲律賓、越南、澳洲、關島、斐濟、密克羅尼西亞、馬紹爾群島、薩摩亞群島、東加等海域。

## 深度
水深1至5公尺。

## 特徵
本魚體延長而側扁，眼大，口大略下位。魚體呈黃銅色或銀色，體被大櫛鱗，易脫落，眼下具的斜條紋，尾鰭截形，背鰭硬棘8枚；背鰭軟條9枚；臀鰭硬棘2枚；臀鰭軟條8枚，體長可達10公分。

## 生態
本魚棲息礁石平台或潟湖，白天躲藏於珊瑚叢中，夜晚出來覓食，屬肉食性，以小型無脊椎動物為食。繁殖期時，雄魚具有口孵習性，卵約7日化成仔魚，由雄魚吐出，具短暫的仔魚飄浮期。

## 經濟利用
不具任何經濟價值。